# 蔡可权
蔡可权（1881年—1953年），号公湛，江西新建人，晚清秀才，古玉藏家、理论家，诗人，书画家。中央文史研究馆馆员。

## 生平
毕业于江西心远学堂。历任北洋政府交通部秘书，津浦铁路局课员、课长、秘书和北京公路局秘书等职。曾参加北京稀园诗社，为《學衡》杂志投稿。
1951年12月被聘任为中央文史研究馆馆员。
1953年1月4日病故，终年68岁。 

## 著作
- 《滕阁留别南昌诸旧好》
- 《解语花·盆莲》
- 《老子玄贊》
- 《或存草》十卷
- 《蔡母李太夫人八秩寿言集》
- 《辨玉小识》（1918年，活字本）[4]
- 《徐沅青先生小传》（1932年）